# Ваджрабодхи
Ваджрабодхи (кит. Цзинь Ганчжи 金剛智 , яп. Конготи; 671—741) — выдающийся буддийский монах и переводчик, один из основателей эзотерического буддизма в Китае.
Ваджрабодхи был учителем прославленного монаха Амогхаваджры и распространителем в Китае Сарва-татхагата-таттва-самграха-сутры (известна также как Ваджрашекхара-сутра или Ваджраушниша-сутра), которую, с некоторым допущениями, можно считать основополагающим текстом тантрического буддизма в Китае (его также называют «буддизмом йоги» или «буддизмом мантры» — чжэньянь). Три современника — Ваджрабодхи, Амогхаваджра и Шубхакарасимха в научных текстах часто обозначаются как «Три Великих Ачарьи (мастера)» периода Тан и почитаются как основатели китайской школы «чжэньянь». В реальности они никогда не составляли единой школы, свои учения основывали на совершенно разных текстах и идеях, а представления о «школе» являются изобретением их позднейших последователей в Китае и Японии.
О жизни Ваджрабодхи сохранились сведения в нескольких исторических источниках, среди которых есть заметки его любимого ученика Лу Сяна и дошедшая до наших дней переписка Амогхаваджры с китайским правительством. Большинство источников утверждает, что Ваджрабодхи родился в Южной Индии в семье брахмана (его отец служил священником и архитектором в Канчипураме). Подобно иным стандартным жизнеописаниям выдающихся монахов, его агиография сообщает, что с детства он был выдающимся ребенком, в малолетнем возрасте освоил множество текстов и в 10 лет стал студентом буддийского университета в Наланде (по другим сведениям он оказался там в 16 лет). В университете он проходил обучение под руководством выдающегося логика Дхармакирти. Далее он изучал Сарва-татхагата-таттва-самграха-сутру по руководством Шантиджньяны. В поисках новых идей и текстов он совершил путешествия в Шри Ланку и Шри Виджайю.
Узнав, что буддизм в Китае пользуется большим интересом и почётом, Ваджрабодхи решил отправиться туда морским путём. По дороге не обошлось без чудес: в море караван кораблей накрыл большой тайфун, и спаслось только то судно, на котором находился Ваджрабодхи беспрерывно повторявший священную формулу «махапратисара-дхарани». Захватив с собой по дороге Амогхаваджру, он в 720 году прибыл в столицу Чанъань. Сначала он остановился в храме Цуэнь, но затем обосновался в храме Цзяньфу. В обоих храмах он воздвигнул алтари для церемонии абхишека, на которых были изображены мандалы.
Подобно Шубхакарасимхе, Ваджрабодхи много времени посвящал исполнению буддийских ритуалов, проведению обрядов абхишека (освящение), обучению своих студентов и переводческой деятельности. Среди его учеников был прославленный китайский монах-учёный Исин, которому император Сюань-цзун (712—756) поставил задачу максимально овладеть новыми знаниями, которым обучал Ваджрабодхи, и помогать ему в переводах с санскрита на китайский.
Вокруг магических способностей мастера возникло множество легенд. Например, согласно одной из них, во время сильной засухи Ваджрабодхи сопровождал императора в поездке в Лоян, и по его указанию установил алтарь, чтобы вызвать дождь, которого не было уже 5 месяцев. Монах собственноручно нарисовал лик бодхисатвы и заявил, что дождь пойдёт, когда он пририсует глаза. Легенда гласит, что по распоряжению императора за действиями Ваджрабодхи тайно наблюдал Исин. На седьмой день Ваджрабодхи пририсовал портрету глаза, и в тот день после обеда разразилась гроза такой силы, что с храма сорвало крышу, так что обыватели решили, будто монах подчинил себе всесильного дракона. Сохранились также легенды о том, как с помощью особой психотехники Ваджрабодхи вылечил любимую двадцать пятую дочь Сюань-цзуна, которая 10 дней лежала без движения и т. д. В целом, монах прославился именно благодаря творимым им чудесам.
Тем не менее, император Сюань-цзун, который в большой мере был сторонником даосизма (династия Тан вообще претендовала на то, что ведёт своё происхождение от Лао Цзы), стремился ограничить влияние новых буддийских учений, поэтому распространённые отзывы о влиятельности монахов эзотерического буддизма, в известной степени, следует считать преувеличением. В 740 году император издал эдикт о высылке всех монахов варварского (некитайского) происхождения за границы империи. В ответ на это Ваджрабодхи заявил, что он «монах-индиец», поэтому термин «монах-варвар» к нему не применим. Через год (741г) он скончался, после чего наследник его идей Амогхаваджра с другими учениками и последователями Ваджрабодхи отправился по святым местам Индии и Шри Ланки в поисках новых священных текстов йога-тантры. Вполне возможно, что их отъезд из Китая был связан не с исполнением завета Ваджрабодхи, но именно с «антиварварским» эдиктом императора Сюань-цзуна.
Впоследствии, по ходатайству Амогхаваджры император Дай-цзун (762—779) посмертно присвоил Ваджрабодхи титул «Наставник государства» (гоши), а ступа, где были захоронены его останки, стала центром для проведения ритуалов вызывания дождя. Популярные легенды о его магических способностях были собраны в сунской энциклопедии «Тайпин гуанцзы».
Главной заслугой Ваджрабодхи, по общему мнению историков буддизма, было введение в научно-религиозный обиход текста Сарва-татхагата-таттва-самграха-сутры. Текст этой сутры был сведён воедино в последней четверти VII века, и в Китае 720х годов это была самая передовая буддийская наука. В отличие от Махавайрочана-сутры, её учение основывалось не на системе трёх дхьяни-будд, а на системе пяти дхьяни-будд, и вводило новые понятия, ритуалы и психотехнические практики для достижения высших ступеней. По сути это было первое полностью и по-настоящему тантрическое учение в буддизме. Ваджрабодхи рассказывал Амогхаваджре, что учение Сарва-татхагата-таттва-самграха-сутры ведёт своё начало от Махавайрочаны, и несколько столетий хранилось в железной ступе, пока не оказалось в руках Нагабодхи.
Ваджрабодхи много занимался переводами священных текстов с санскрита на китайский язык, а его внимание было сфокусировано на трех типах таких текстов: йогические учения, к которым относилась Сарва-татхагата-таттва-самграха-сутра, тексты, содержащие дхарани и обучающие их произношению, и руководства по правильному исполнению разных буддийских ритуалов. В общей сложности ему приписывают перевод двадцати четырёх сочинений.
Кроме таких знаменитостей, как Исин и Амогхаваджра, среди его учеников известны: последователь чаньского мастера Шэньсюя по имени Ифу и кореец Хуйчао, приехавший из государства Силла.